# Yucca filamentosa
Yucca filamentosa је зимзелена, жбунаста врста из рода јука, која се у нашем поднебљу често може срести као украсна врста у парковима и вртовима. Неки од домаћих имена су вртна јука или кончаста јука, али ови називи нису уобичајени у литератури и могу се односити и на друге врсте из овог рода. Енглески назив за ову врсту је адамова игла.

## Распрострањеност
Yucca filamentosa од природе расте дуж источне обале Северне америке, од Западне Вирџинје на северу, до Флориде на југу континента, као и у Мексику. Натурализована је врста широм Сједињених америчких држава.

## Опис врсте
Корен ове, као и осталих врста јука, је у виду подземног стабла − дугачких и танких ризома, док надземно стабло најчешће нема, већ се лисне розете јављају од саме земље. Листови су прави до одстојећи и избијају из розете. Сивозелене су боје, дуги 30−70 цм, а широки свега 2−4 цм. Врх је зашиљен и веома оштар, а са обода листа одвајају се дуге, беле, увијене, кончасте нити (филаменти, по чему је врста и добила име). Цветови су крупни, пречника 5−8 цм, звонастог облика, жућкасто до зеленкасто бели, скупљени у метличасте цвасти високе 1−2, а понекад достижу висину и до 3 м. Цвета током јула − августа. Плод је чаура дуга око 5 цм. Врста је у Европи стерилна, јер не постоји природни опрашивач, али се може вештачки опрашити. У чаури се образује 120−150 ситног, црног семена које се расејава ветром.
- Листови
- Цваст
- Цвет
- Јукин мољац

## Услови станишта
Yucca filamentosa је дуговечна врста, прилагођена животу на топлим и сувим стаништима која су заштићена од пожара. Јавља се на пешчаним и каменитим подлогама дуж обале, па према земљишту нема посебних захтева и може да расте на веома сиромашним, чак и на чистом песку. Све то захваљујући управо дугим, меснатим ризомима у којима се складиште хранљиве материје. Једна је од најотпорнијих врста јука на мраз. Подноси краткотрајне ниске температуре и до −25 °C. Врста је отпорна на сушу. Веома је отпорна и према болестима и напасницима и захтева веома мало неге. Може бити нешто осетљивија на болести када расте на слабо дренираним земљиштима.

### Размножавање
Yucca filamentosa је у Европи стерилна и не може формирати семе, али се оно може добити вештачким опрашивањем. Разлог томе лежи у веома специфичном начину опрашивања цветова ове (али и већине осталих врста) јуке. Формирање семена зависи од присуства специфичне врсте лептира − јукиног мољца (Tegeticula yucasella и сличне врсте) са којим биљка живи у симбиози. Ноћу цветови јуке испуштају јак мирис, који привлачи женку мољца. Она улази у цветну чашицу и од полена образује куглице, које могу бити и до 3 пута веће од њене главе и односи их до следећег цвета. Унутар незрелог плодника она полаже јаја, а затим на жиг тучка одлаже полен, како би била сигурна да ће се формирати семе којим ће се њено новоизлегло потомство хранити. Ларве одрастају пре него што успеју да поједу сво семе, тако да се држи око 60−80%, што је сасвим довољно за репродукцију биљне врсте. Вегетативно се Yucca filamentosa размножава деобом бокора и резницама од стабла и корена. Код размножавања резницама резове је добро посути дрвеним угљем, како не би дошло до труљења.

## Употреба
Yucca filamentosa даје цењено влакно, па се гаји не само као декоративна врста, већ и за употребу у текстилној индустрији. Још су северноамерички Индијанци од листова издељених на дуге, танке траке, правили изузетно чврст канап. У ткиву листова налазе се дуга, снажна влакна, нека врста сисаљки, чијим су упредањем добијали веома чврсте нити од којих су се израђивала ужд, рибарске мреже, корпе, као и одећа.
Индијанци су такође употребљавали ову јуку и у друге различите сврхе. Корење, богато сапонинима, користили су за справљање сапуна и шампона за прање косе. Од корења јуке такође су справљали мелеме за уганућа и реуму, као и за болести и оштећења коже и полне болести. Биљни сокови користили су се као седатив и лек против дијабетеса. Цветови су се користили у исхрани, сирови и кувани.

## Значај у озелењавању
Yucca filamentosa је веома декоративна врста, нарочито за време цветања. Може се користити и за везивање пешчаних терена, јер јој корен продире дубоко у земљу, где формира веома разгранат коренов систем, пречника до 1,5 м, са бројним бочним изданцима.
Ефектна је појединачно и групама на травњацима. Погодна је за осунчане, отворене просторе са високим температурама, какви су, на пример, паркинг простори. Њено круто, усправно лишће може формирати занимљиве бордуре (ниске живе ограде), а такође је интересантна у мини вртовима, алпинумима и на потпорним зидовима. Успешно расте и у жардињерама. Због веома оштрих врхова листова није погодна за дечја игралишта и сличне просторе намењене игри деце. Цветови се често користе за израду букета.
- Yucca filamentosa у градском парку у Нишу, јун
- Yucca filamentosa у нишком градском парку, јули
- Yucca filamentosa у нишком градском парку, фебруар
- Yucca filamentosa у алпинетуму
- Yucca filamentosa на потпорном зиду

### Култивари
Yucca filamentosa има велики број гајених облика (форми и варијетета) које се међусобно разликују према величини саме биљке, дужини листива, њиховом облику и боји, величини цветова и другим, особинама. Све оне се радо узгајају у вртовима, али и као собне биљке у посудама.